# لوتو بلجم تور للسيدات 2021
لوتو بلجم تور للسيدات 2021 (بالفرنسية: Tour de Belgique féminin 2021) هو سباق دراجات هوائية، وهو الموسم رقم 9 من لوتو بلجام تور، وأقيم خلال الفترة 22 يونيو 2021، وحتى 25 يونيو 2021، وهو أحد سباقات سباق الدراجات على الطريق للسيدات 2021، وشارك فيه 143 متسابقاً ووصل إلى نهايته 91 متسابقاً.
فاز بالمركز الأول لوت كوبيكي، وبالمركز الثاني إيلين فان دايك، وبالمركز الثالث لورينا ويبيس، وفاز لوت كوبيكي في ترتيب النقاط، وكان الفائز حسب النقاط للشباب لورينا ويبيس، وكان الفائز في تصنيف الجبال إيلين فان دايك.

## الفرق
| فرق سيدات عالمية (5)- Liv AlUla Jayco ‏ - كانيون إس آر إيه إم راسينغ 2021 ‏ - فريق سنويب للسيدات 2021 ‏ - موفيستار للسيدات 2021 ‏ - Lidl–Trek (women's team) ‏ فرق دراجات قارية سيدات (9)- بنجوال شوفالمير 2021 ‏ - دولتشيني فان إيك بروكسيموس 2021 ‏ - لوتو سودال للسيدات 2021 ‏ - لفيف للسيدات 2021 ‏ - مولتم أكاونتس 2021 ‏ - إن إكس تي جي ريسينغ 2021 ‏ - باركهوتل فالكنبورغ 2021 ‏ - بلانتور بورا 2021 ‏ - روبل كليننينج-شامبين 2021 ‏ فرق وطنية (4)- فريق ألمانيا لركوب الدراجات للسيدات 2021‏ - فريق بلجيكا لركوب الدراجات للسيدات 2021 ‏ - فريق فرنسا لركوب الدراجات للسيدات 2021 ‏ - فريق النرويج لركوب الدراجات للسيدات 2021 ‏ فرق دراجات هواة سيدات (6)- Bert containers-Pauwels Sauzen‏ - Bingoal WB Ladies‏ - Isorex‏ - Keukens Redant ‏ - S-bikes Bodhi‏ - MEXX–Watersley International Women's Cycling Team ‏ فريق نادي الدراجات- WV Schijndel‏ |  |
| |  |

## المراحل
| قائمة المراحل | قائمة المراحل | قائمة المراحل                     | قائمة المراحل | قائمة المراحل | قائمة المراحل    | قائمة المراحل  |
| المرحلة       | التاريخ       | الدورة                            |               | المسافة (كم)  | الفائز بالمرحلة  | القائد العام   |
| ------------- | ------------- | --------------------------------- | ------------- | ------------- | ---------------- | -------------- |
| المقدمة       | 22 يونيو      | Chimay ‏ – Chimay ‏                 | ضد الساعة     | 4             | Ellen van Dijk   | Ellen van Dijk |
| مرحلة 1       | 23 يونيو      | Blankenberge ‏ – بروج              | مرحلة مستوية  | 112٫6         | لورينا ويبيس     | جولين ديهور    |
| مرحلة 2       | 24 يونيو      | Galmaarden ‏ – Galmaarden ‏         | مرحلة مستوية  | 137٫5         | ألينا أمياليوسيك | لورينا ويبيس   |
| مرحلة 3       | 25 يونيو      | Geraardsbergen ‏ – Geraardsbergen ‏ | مرحلة جبلية   | 101٫1         | لوت كوبيكي       | لوت كوبيكي     |

## النتيجة

### مرحلة 0
هي مرحلة أقيمت في 22 يونيو 2021، وامتدّت لمسافة 4 كيلومتر. فاز بالمرحلة إيلين فان دايك، وكان متصدر الترتيب العام في نهاية المرحلة إيلين فان دايك، وتصدر ترتيب النقاط للشباب Elynor Bäckstedt ‏، وكان متصدر ترتيب الفرق Trek-Segafredo Women 2021 ‏.
| التصنيف العام | التصنيف العام     | التصنيف العام   | التصنيف العام        | التصنيف العام |  |
| العداء        | العداء            | البلد           | الفريق               | الوقت         |  |
| ------------- | ----------------- | --------------- | -------------------- | ------------- |  |
| 1             | Ellen van Dijk    | هولندا          | Trek-Segafredo       | 5 د 33 ث      |  |
| 2             | Elynor Bäckstedt ‏ | المملكة المتحدة | Trek-Segafredo       | + 2 ث         |  |
| 3             | جولين ديهور       | بلجيكا          | بلجيكا               | + 4 ث         |  |
| 4             | لوت كوبيكي        | بلجيكا          | Liv Racing           | + 5 ث         |  |
| 5             | أليس بارنز        | المملكة المتحدة | Canyon-SRAM Racing   | + 6 ث         |  |
| 6             | فايفر جورجي       | المملكة المتحدة | Team DSM             | + 8 ث         |  |
| 7             | Lieke Nooijen ‏    | هولندا          | Parkhotel Valkenburg | + 8 ث         |  |
| 8             | لورينا ويبيس      | هولندا          | Team DSM             | + 9 ث         |  |
| 9             | هانا لودفيغ       | ألمانيا         | Canyon-SRAM Racing   | + 11 ث        |  |
| 10            | إيلا هاريس        | نيوزيلندا       | Canyon-SRAM Racing   | + 12 ث        |  |

### مرحلة 1
هي مرحلة بسيطة، أقيمت في 23 يونيو 2021، وامتدّت لمسافة 112.6 كيلومتر. فاز بالمرحلة لورينا ويبيس، وكان متصدر الترتيب العام في نهاية المرحلة جولين ديهور، وكان المتصدر حسب ترتيب النقاط جولين ديهور، وتصدر ترتيب النقاط للشباب لورينا ويبيس، وكان متصدر ترتيب الفرق Trek-Segafredo Women 2021 ‏.
| التصنيف العام | التصنيف العام    | التصنيف العام   | التصنيف العام        | التصنيف العام |  |
| العداء        | العداء           | البلد           | الفريق               | الوقت         |  |
| ------------- | ---------------- | --------------- | -------------------- | ------------- |  |
| 1             | جولين ديهور      | بلجيكا          | بلجيكا               | 2 س 34 د 26 ث |  |
| 2             | لورينا ويبيس     | هولندا          | Team DSM             | + 2 ث         |  |
| 3             | Ellen van Dijk   | هولندا          | Trek-Segafredo       | + 4 ث         |  |
| 4             | لوت كوبيكي       | بلجيكا          | بلجيكا               | + 6 ث         |  |
| 5             | أليس بارنز       | المملكة المتحدة | Canyon-SRAM Racing   | + 10 ث        |  |
| 6             | فايفر جورجي      | المملكة المتحدة | Team DSM             | + 12 ث        |  |
| 7             | Lieke Nooijen ‏   | هولندا          | Parkhotel Valkenburg | + 12 ث        |  |
| 8             | Lauretta Hanson ‏ | أستراليا        | Trek-Segafredo       | + 16 ث        |  |
| 9             | Shari Bossuyt ‏   | بلجيكا          | NXTG Racing          | + 17 ث        |  |
| 10            | Britt Knaven ‏    | هولندا          | NXTG Racing          | + 18 ث        |  |

### مرحلة 2
هي مرحلة بسيطة، أقيمت في 24 يونيو 2021، وامتدّت لمسافة 137.5 كيلومتر. فاز بالمرحلة ألينا أمياليوسيك، وكان متصدر الترتيب العام في نهاية المرحلة لورينا ويبيس، وكان المتصدر حسب ترتيب النقاط لوت كوبيكي، وكان المتصدر في ترتيب التسلق Rotem Gafinovitz ‏، وتصدر ترتيب النقاط للشباب لورينا ويبيس، وكان متصدر ترتيب الفرق فريق سنويب للسيدات 2021 ‏.
| التصنيف العام | التصنيف العام     | التصنيف العام   | التصنيف العام      | التصنيف العام |  |
| العداء        | العداء            | البلد           | الفريق             | الوقت         |  |
| ------------- | ----------------- | --------------- | ------------------ | ------------- |  |
| 1             | لورينا ويبيس      | هولندا          | Team DSM           | 6 س 23 د 56 ث |  |
| 2             | لوت كوبيكي        | بلجيكا          | بلجيكا             | + 2 ث         |  |
| 3             | Ellen van Dijk    | هولندا          | Trek-Segafredo     | + 9 ث         |  |
| 4             | Lourdes Oyarbide ‏ | إسبانيا         | Movistar Women     | + 37 ث        |  |
| 5             | ألينا أمياليوسيك  | بيلاروس         | Canyon-SRAM Racing | + 58 ث        |  |
| 6             | جولين ديهور       | بلجيكا          | بلجيكا             | + 59 ث        |  |
| 7             | فايفر جورجي       | المملكة المتحدة | Team DSM           | + 1 د 13 ث    |  |
| 8             | Lauretta Hanson ‏  | أستراليا        | Trek-Segafredo     | + 1 د 17 ث    |  |
| 9             | Shari Bossuyt ‏    | بلجيكا          | NXTG Racing        | + 1 د 18 ث    |  |
| 10            | Marie Le Net ‏     | فرنسا           | فرنسا              | + 1 د 19 ث    |  |

### مرحلة 3
هي مرحلة جبلية، أقيمت في 25 يونيو 2021، وامتدّت لمسافة 101.1 كيلومتر. فاز بالمرحلة لوت كوبيكي، وكان متصدر الترتيب العام في نهاية المرحلة لوت كوبيكي.

## المشاركون
| موفيستار للسيدات ‏ MOV | موفيستار للسيدات ‏ MOV  | موفيستار للسيدات ‏ MOV |
| --------------------- | ---------------------- | --------------------- |
| م                     | عداء                   | مرتبة                 |
| 1                     | سارا مارتين            | 17                    |
| 2                     | أليسيا غونزاليس بلانكو | 28                    |
| 3                     | باربرا جوارشي          | 46                    |
| 4                     | Lourdes Oyarbide ‏      | 4                     |
| 5                     | غلوريا رودريغيز        | 85                    |
| 6                     | Alba Teruel Ribes ‏     | 77                    |

| Lidl–Trek (women's team) ‏ TFS | Lidl–Trek (women's team) ‏ TFS   | Lidl–Trek (women's team) ‏ TFS |
| ----------------------------- | ------------------------------- | ----------------------------- |
| م                             | عداء                            | مرتبة                         |
| 11                            | Elynor Bäckstedt ‏               | لم يكمل السباق-3              |
| 12                            | أمالي ديديريكسن (طريق)          | لم يكمل السباق-2              |
| 13                            | Audrey Cordon-Ragot (زمني فردي) | لم يكمل السباق-2              |
| 14                            | Lauretta Hanson ‏                | 32                            |
| 15                            | Ellen van Dijk                  | 2                             |
| 16                            | تريكسي ووراك                    | 64                            |

| كانيون–إس آر إيه إم ‏ CSR | كانيون–إس آر إيه إم ‏ CSR | كانيون–إس آر إيه إم ‏ CSR |
| ------------------------ | ------------------------ | ------------------------ |
| م                        | عداء                     | مرتبة                    |
| 21                       | Alice Barnes             | 41                       |
| 22                       | ألينا أمياليوسيك         | 5                        |
| 23                       | إيلا هاريس               | 27                       |
| 25                       | هانا لودفيغ              | 29                       |
| 26                       | Neve Bradbury ‏           | 39                       |

| Liv AlUla Jayco ‏ BEX | Liv AlUla Jayco ‏ BEX | Liv AlUla Jayco ‏ BEX |
| -------------------- | -------------------- | -------------------- |
| م                    | عداء                 | مرتبة                |
| 31                   | جيسيكا ألين          | لم يكمل السباق-3     |
| 32                   | Urška Žigart ‏        | 73                   |
| 33                   | Teniel Campbell ‏     | 54                   |
| 34                   | Arianna Fidanza ‏     | 65                   |
| 35                   | يانيكي إنسينغ        | 22                   |
| 36                   | Moniek Tenniglo ‏     | لم يكمل السباق-2     |

| فريق سنويب للسيدات ‏ DSM | فريق سنويب للسيدات ‏ DSM | فريق سنويب للسيدات ‏ DSM |
| ----------------------- | ----------------------- | ----------------------- |
| م                       | عداء                    | مرتبة                   |
| 41                      | سوزان أندرسن            | 33                      |
| 42                      | فايفر جورجي             | 11                      |
| 43                      | فرانشيسكا كوش ‏          | 31                      |
| 44                      | Wilma Olausson ‏         | 52                      |
| 45                      | Julia Soek ‏             | لم يكمل السباق-3        |
| 46                      | لورينا ويبيس            | 3                       |

| باركهوتل فالكنبورغ ‏ PHV | باركهوتل فالكنبورغ ‏ PHV | باركهوتل فالكنبورغ ‏ PHV |
| ----------------------- | ----------------------- | ----------------------- |
| م                       | عداء                    | مرتبة                   |
| 51                      | Amber van der Hulst ‏    | 9                       |
| 52                      | فيمكا ماركوس            | 30                      |
| 53                      | Lieke Nooijen ‏          | لم يكمل السباق-3        |
| 54                      | Mischa Bredewold ‏       | 10                      |
| 55                      | Leonie Bos ‏             | لم يكمل السباق-2        |
| 56                      | كيرستي فان هافتن        | لم يكمل السباق-2        |

| بنجوال شوفالمير ‏ CCT | بنجوال شوفالمير ‏ CCT          | بنجوال شوفالمير ‏ CCT |
| -------------------- | ----------------------------- | -------------------- |
| م                    | عداء                          | مرتبة                |
| 61                   | Rotem Gafinovitz ‏ (زمني فردي) | 40                   |
| 62                   | Claudia Jongerius‏             | 55                   |
| 63                   | ناتالي فان غوخ                | 34                   |
| 64                   | كيلي فان دن ستين              | 38                   |
| 65                   | Justine Ghekiere ‏             | 42                   |
| 66                   | Caren Commissaris‏             | لم يكمل السباق-3     |

| دولتشيني فان إيك بروكسيموس ‏ DVE | دولتشيني فان إيك بروكسيموس ‏ DVE | دولتشيني فان إيك بروكسيموس ‏ DVE |
| ------------------------------- | ------------------------------- | ------------------------------- |
| م                               | عداء                            | مرتبة                           |
| 71                              | Bryony van Velzen ‏              | لم يكمل السباق-1                |
| 72                              | Nicole Steigenga ‏               | 48                              |
| 73                              | Victoire Berteau ‏               | 51                              |
| 74                              | Christina Schweinberger ‏        | 50                              |
| 75                              | Mieke Docx ‏                     | لم يكمل السباق-2                |
| 76                              | Minke Bakker‏                    | لم يكمل السباق-2                |

| لوتو بيليسول للسيدات ‏ LSL | لوتو بيليسول للسيدات ‏ LSL | لوتو بيليسول للسيدات ‏ LSL |
| ------------------------- | ------------------------- | ------------------------- |
| م                         | عداء                      | مرتبة                     |
| 81                        | Danique Braam ‏            | 43                        |
| 82                        | Alana Castrique ‏          | 49                        |
| 83                        | Abby-Mae Parkinson ‏       | لم يبدأ-3                 |
| 84                        | حنا نيلسون                | لم يكمل السباق-1          |
| 85                        | Jesse Vandenbulcke ‏       | 14                        |
| 86                        | Anna Plichta ‏             | لم يكمل السباق-2          |

| إن إكس تي جي ريسينغ ‏ NXG | إن إكس تي جي ريسينغ ‏ NXG | إن إكس تي جي ريسينغ ‏ NXG |
| ------------------------ | ------------------------ | ------------------------ |
| م                        | عداء                     | مرتبة                    |
| 91                       | Shari Bossuyt ‏           | 7                        |
| 92                       | Julia Borgström ‏         | 26                       |
| 93                       | Amelia Sharpe ‏           | 81                       |
| 94                       | Britt Knaven ‏            | لم يكمل السباق-3         |
| 95                       | Catalina Soto ‏           | 44                       |
| 96                       | Emily Wadsworth ‏         | 80                       |

| لفيف للسيدات ‏ LCW | لفيف للسيدات ‏ LCW      | لفيف للسيدات ‏ LCW |
| ----------------- | ---------------------- | ----------------- |
| م                 | عداء                   | مرتبة             |
| 101               | Bronwyn Macgregor‏      | 57                |
| 102               | Naomi de Roeck‏         | 78                |
| 103               | UKR                    | لم يكمل السباق-2  |
| 104               | Viktoriya Bondar ‏      | لم يكمل السباق-3  |
| 105               | Marga López (cyclist) ‏ | لم يكمل السباق-2  |
| 106               | Hanna Solovey ‏         | 86                |

| بلانتور بورا سيلينج تيم ‏ ___ | بلانتور بورا سيلينج تيم ‏ ___ | بلانتور بورا سيلينج تيم ‏ ___ |
| ---------------------------- | ---------------------------- | ---------------------------- |
| م                            | عداء                         | مرتبة                        |
| 111                          | ساني كانت                    | 25                           |
| 112                          | Yara Kastelijn ‏              | 21                           |
| 113                          | Annemarie Worst ‏             | 15                           |
| 114                          | Aniek van Alphen ‏            | 53                           |
| 115                          | Julie De Wilde ‏              | 13                           |
| 116                          | Manon Bakker ‏                | 62                           |

| أوتوجلاس ويترين ‏ MUL | أوتوجلاس ويترين ‏ MUL | أوتوجلاس ويترين ‏ MUL |
| -------------------- | -------------------- | -------------------- |
| م                    | عداء                 | مرتبة                |
| 121                  | آن صوفي دويك         | 18                   |
| 122                  | Fien Delbaere ‏       | 61                   |
| 123                  | Céline van Houtum‏    | 82                   |
| 124                  | NED                  | 56                   |
| 125                  | Marijke de Smedt‏     | 59                   |
| 126                  | Lara Defour ‏         | لم يبدأ-2            |

| روبل كليننينج ‏ RUP | روبل كليننينج ‏ RUP        | روبل كليننينج ‏ RUP |
| ------------------ | ------------------------- | ------------------ |
| م                  | عداء                      | مرتبة              |
| 131                | Sara Van de Vel ‏          | 24                 |
| 132                | Marion Norbert-Riberolle ‏ | 76                 |
| 133                | آنا كاي ‏                  | 23                 |
| 134                | GER                       | 45                 |
| 135                | Isabelle Beckers ‏         | لم يكمل السباق-3   |
| 136                | Antonia Gröndahl ‏ (طريق)  | 63                 |

| باولس سوزين بينغوال ‏ PSB | باولس سوزين بينغوال ‏ PSB | باولس سوزين بينغوال ‏ PSB |
| ------------------------ | ------------------------ | ------------------------ |
| م                        | عداء                     | مرتبة                    |
| 141                      | Fem van Empel ‏           | لم يكمل السباق-2         |
| 142                      | Laura Verdonschot ‏       | لم يكمل السباق-3         |
| 143                      | Maud Kaptheijns ‏         | 91                       |
| 145                      | Suzanne Verhoeven ‏       | 75                       |
| 146                      | BEL                      | لم يكمل السباق-2         |

| فريق بلجيكا لركوب الدراجات للسيدات 2021 ‏ BEL | فريق بلجيكا لركوب الدراجات للسيدات 2021 ‏ BEL | فريق بلجيكا لركوب الدراجات للسيدات 2021 ‏ BEL |
| -------------------------------------------- | -------------------------------------------- | -------------------------------------------- |
| م                                            | عداء                                         | مرتبة                                        |
| 151                                          | Kim de Baat ‏                                 | 69                                           |
| 152                                          | جولين ديهور                                  | 6                                            |
| 153                                          | لوت كوبيكي (طريق و زمني فردي)                | 1                                            |
| 154                                          | Jinse Peeters ‏                               | 88                                           |
| 155                                          | Ellen Feytens‏                                | لم يكمل السباق-2                             |

| فريق فرنسا لركوب الدراجات للسيدات 2021 ‏ FRA | فريق فرنسا لركوب الدراجات للسيدات 2021 ‏ FRA | فريق فرنسا لركوب الدراجات للسيدات 2021 ‏ FRA |
| ------------------------------------------- | ------------------------------------------- | ------------------------------------------- |
| م                                           | عداء                                        | مرتبة                                       |
| 161                                         | Clara Copponi ‏                              | لم يبدأ-2                                   |
| 162                                         | فالنتاين فورتين                             | لم يكمل السباق-3                            |
| 163                                         | India Grangier ‏                             | 47                                          |
| 164                                         | Maëlle Grossetête ‏                          | 36                                          |
| 165                                         | Marie-Morgane Le Deunff ‏                    | لم يكمل السباق-3                            |
| 166                                         | Marie Le Net ‏                               | 8                                           |

| فريق ألمانيا لركوب الدراجات للسيدات 2021‏ GER | فريق ألمانيا لركوب الدراجات للسيدات 2021‏ GER | فريق ألمانيا لركوب الدراجات للسيدات 2021‏ GER |
| -------------------------------------------- | -------------------------------------------- | -------------------------------------------- |
| م                                            | عداء                                         | مرتبة                                        |
| 171                                          | Katharina Hechler ‏                           | لم يبدأ-2                                    |
| 172                                          | Lena Charlotte Reißner ‏                      | 90                                           |
| 173                                          | Dorothea Anna Heitzmann ‏                     | لم يكمل السباق-2                             |
| 174                                          | GER                                          | لم يكمل السباق-2                             |
| 175                                          | Friederike Stern‏                             | لم يكمل السباق-2                             |
| 176                                          | Lea Lin Teutenberg ‏                          | 66                                           |

| فريق النرويج لركوب الدراجات للسيدات 2021 ‏ NOR | فريق النرويج لركوب الدراجات للسيدات 2021 ‏ NOR | فريق النرويج لركوب الدراجات للسيدات 2021 ‏ NOR |
| --------------------------------------------- | --------------------------------------------- | --------------------------------------------- |
| م                                             | عداء                                          | مرتبة                                         |
| 181                                           | إميلي موبيرج                                  | 35                                            |
| 182                                           | Ingvild Gåskjenn ‏                             | 19                                            |
| 183                                           | NOR                                           | لم يكمل السباق-3                              |
| 184                                           | Mie Bjørndal Ottestad ‏                        | 16                                            |
| 185                                           | NOR                                           | 12                                            |
| 186                                           | Elise Marie Olsen‏                             | 79                                            |

| S-bikes Bodhi‏ ___ | S-bikes Bodhi‏ ___      | S-bikes Bodhi‏ ___ |
| ----------------- | ---------------------- | ----------------- |
| م                 | عداء                   | مرتبة             |
| 191               | Laura Vainionpää ‏      | 70                |
| 192               | Demi van Dijke‏         | لم يكمل السباق-3  |
| 194               | Arianna Pruisscher ‏    | 20                |
| 195               | Desiree Liegeois‏       | لم يكمل السباق-1  |
| 196               | Saartje Vandenbroucke ‏ | 89                |

| Isorex NoAqua Ladies Cycling‏ DDG | Isorex NoAqua Ladies Cycling‏ DDG | Isorex NoAqua Ladies Cycling‏ DDG |
| -------------------------------- | -------------------------------- | -------------------------------- |
| م                                | عداء                             | مرتبة                            |
| 201                              | Trine Holmsgaard ‏                | 71                               |
| 202                              | Josie Nelson ‏                    | 72                               |
| 203                              | NZL                              | لم يبدأ-2                        |
| 204                              | كورينا ليتشنر                    | 67                               |

| بنجوال شوفالمير ‏ CCT | بنجوال شوفالمير ‏ CCT | بنجوال شوفالمير ‏ CCT |
| -------------------- | -------------------- | -------------------- |
| م                    | عداء                 | مرتبة                |
| 211                  | BEL                  | لم يكمل السباق-2     |
| 212                  | BEL                  | 87                   |

| Bingoal WB‏ ___ | Bingoal WB‏ ___ | Bingoal WB‏ ___ |
| -------------- | -------------- | -------------- |
| م              | عداء           | مرتبة          |
| 213            | BEL            | 83             |

| بنجوال شوفالمير ‏ CCT | بنجوال شوفالمير ‏ CCT | بنجوال شوفالمير ‏ CCT |
| -------------------- | -------------------- | -------------------- |
| م                    | عداء                 | مرتبة                |
| 214                  | Justine Vromanne‏     | لم يكمل السباق-2     |

| Bingoal WB‏ ___ | Bingoal WB‏ ___ | Bingoal WB‏ ___   |
| -------------- | -------------- | ---------------- |
| م              | عداء           | مرتبة            |
| 215            | GBR            | 80               |
| 216            | BEL            | لم يكمل السباق-2 |

| Keukens Redant ‏ ___ | Keukens Redant ‏ ___   | Keukens Redant ‏ ___ |
| ------------------- | --------------------- | ------------------- |
| م                   | عداء                  | مرتبة               |
| 221                 | Imogen Cotter ‏        | لم يكمل السباق-1    |
| 222                 | Evelien Debboudt‏      | لم يكمل السباق-2    |
| 223                 | Lensy Debboudt ‏       | لم يكمل السباق-3    |
| 224                 | Vibeke Lystad‏         | لم يكمل السباق-2    |
| 225                 | Birgitte Ravndal‏      | 37                  |
| 226                 | Quinty van de Guchte ‏ | 60                  |

| فريق هولندا لركوب الدراجات للسيدات 2021 ‏ NED | فريق هولندا لركوب الدراجات للسيدات 2021 ‏ NED | فريق هولندا لركوب الدراجات للسيدات 2021 ‏ NED |
| -------------------------------------------- | -------------------------------------------- | -------------------------------------------- |
| م                                            | عداء                                         | مرتبة                                        |
| 231                                          | NED                                          | 68                                           |
| 232                                          | NED                                          | 58                                           |
| 233                                          | NED                                          | لم يكمل السباق-3                             |
| 234                                          | NED                                          | لم يكمل السباق-3                             |
| 235                                          | NED                                          | 84                                           |
| 236                                          | NED                                          | لم يكمل السباق-3                             |

| MEXX–Watersley International Women's Cycling Team ‏ ___ | MEXX–Watersley International Women's Cycling Team ‏ ___ | MEXX–Watersley International Women's Cycling Team ‏ ___ |
| ------------------------------------------------------ | ------------------------------------------------------ | ------------------------------------------------------ |
| م                                                      | عداء                                                   | مرتبة                                                  |
| 241                                                    | NED                                                    | لم يكمل السباق-3                                       |
| 243                                                    | Ingrit Verhoeff‏                                        | لم يكمل السباق-3                                       |
| 244                                                    | CAN                                                    | لم يكمل السباق-1                                       |
| 245                                                    | NED                                                    | لم يكمل السباق-2                                       |
| 246                                                    | CAN                                                    | لم يكمل السباق-2                                       |

| موفيستار للسيدات ‏ MOV | موفيستار للسيدات ‏ MOV  | موفيستار للسيدات ‏ MOV |
| --------------------- | ---------------------- | --------------------- |
| م                     | عداء                   | مرتبة                 |
| 1                     | سارا مارتين            | 17                    |
| 2                     | أليسيا غونزاليس بلانكو | 28                    |
| 3                     | باربرا جوارشي          | 46                    |
| 4                     | Lourdes Oyarbide ‏      | 4                     |
| 5                     | غلوريا رودريغيز        | 85                    |
| 6                     | Alba Teruel Ribes ‏     | 77                    |

| Lidl–Trek (women's team) ‏ TFS | Lidl–Trek (women's team) ‏ TFS   | Lidl–Trek (women's team) ‏ TFS |
| ----------------------------- | ------------------------------- | ----------------------------- |
| م                             | عداء                            | مرتبة                         |
| 11                            | Elynor Bäckstedt ‏               | لم يكمل السباق-3              |
| 12                            | أمالي ديديريكسن (طريق)          | لم يكمل السباق-2              |
| 13                            | Audrey Cordon-Ragot (زمني فردي) | لم يكمل السباق-2              |
| 14                            | Lauretta Hanson ‏                | 32                            |
| 15                            | Ellen van Dijk                  | 2                             |
| 16                            | تريكسي ووراك                    | 64                            |

| كانيون–إس آر إيه إم ‏ CSR | كانيون–إس آر إيه إم ‏ CSR | كانيون–إس آر إيه إم ‏ CSR |
| ------------------------ | ------------------------ | ------------------------ |
| م                        | عداء                     | مرتبة                    |
| 21                       | Alice Barnes             | 41                       |
| 22                       | ألينا أمياليوسيك         | 5                        |
| 23                       | إيلا هاريس               | 27                       |
| 25                       | هانا لودفيغ              | 29                       |
| 26                       | Neve Bradbury ‏           | 39                       |

| Liv AlUla Jayco ‏ BEX | Liv AlUla Jayco ‏ BEX | Liv AlUla Jayco ‏ BEX |
| -------------------- | -------------------- | -------------------- |
| م                    | عداء                 | مرتبة                |
| 31                   | جيسيكا ألين          | لم يكمل السباق-3     |
| 32                   | Urška Žigart ‏        | 73                   |
| 33                   | Teniel Campbell ‏     | 54                   |
| 34                   | Arianna Fidanza ‏     | 65                   |
| 35                   | يانيكي إنسينغ        | 22                   |
| 36                   | Moniek Tenniglo ‏     | لم يكمل السباق-2     |

| فريق سنويب للسيدات ‏ DSM | فريق سنويب للسيدات ‏ DSM | فريق سنويب للسيدات ‏ DSM |
| ----------------------- | ----------------------- | ----------------------- |
| م                       | عداء                    | مرتبة                   |
| 41                      | سوزان أندرسن            | 33                      |
| 42                      | فايفر جورجي             | 11                      |
| 43                      | فرانشيسكا كوش ‏          | 31                      |
| 44                      | Wilma Olausson ‏         | 52                      |
| 45                      | Julia Soek ‏             | لم يكمل السباق-3        |
| 46                      | لورينا ويبيس            | 3                       |

| باركهوتل فالكنبورغ ‏ PHV | باركهوتل فالكنبورغ ‏ PHV | باركهوتل فالكنبورغ ‏ PHV |
| ----------------------- | ----------------------- | ----------------------- |
| م                       | عداء                    | مرتبة                   |
| 51                      | Amber van der Hulst ‏    | 9                       |
| 52                      | فيمكا ماركوس            | 30                      |
| 53                      | Lieke Nooijen ‏          | لم يكمل السباق-3        |
| 54                      | Mischa Bredewold ‏       | 10                      |
| 55                      | Leonie Bos ‏             | لم يكمل السباق-2        |
| 56                      | كيرستي فان هافتن        | لم يكمل السباق-2        |

| بنجوال شوفالمير ‏ CCT | بنجوال شوفالمير ‏ CCT          | بنجوال شوفالمير ‏ CCT |
| -------------------- | ----------------------------- | -------------------- |
| م                    | عداء                          | مرتبة                |
| 61                   | Rotem Gafinovitz ‏ (زمني فردي) | 40                   |
| 62                   | Claudia Jongerius‏             | 55                   |
| 63                   | ناتالي فان غوخ                | 34                   |
| 64                   | كيلي فان دن ستين              | 38                   |
| 65                   | Justine Ghekiere ‏             | 42                   |
| 66                   | Caren Commissaris‏             | لم يكمل السباق-3     |

| دولتشيني فان إيك بروكسيموس ‏ DVE | دولتشيني فان إيك بروكسيموس ‏ DVE | دولتشيني فان إيك بروكسيموس ‏ DVE |
| ------------------------------- | ------------------------------- | ------------------------------- |
| م                               | عداء                            | مرتبة                           |
| 71                              | Bryony van Velzen ‏              | لم يكمل السباق-1                |
| 72                              | Nicole Steigenga ‏               | 48                              |
| 73                              | Victoire Berteau ‏               | 51                              |
| 74                              | Christina Schweinberger ‏        | 50                              |
| 75                              | Mieke Docx ‏                     | لم يكمل السباق-2                |
| 76                              | Minke Bakker‏                    | لم يكمل السباق-2                |

| لوتو بيليسول للسيدات ‏ LSL | لوتو بيليسول للسيدات ‏ LSL | لوتو بيليسول للسيدات ‏ LSL |
| ------------------------- | ------------------------- | ------------------------- |
| م                         | عداء                      | مرتبة                     |
| 81                        | Danique Braam ‏            | 43                        |
| 82                        | Alana Castrique ‏          | 49                        |
| 83                        | Abby-Mae Parkinson ‏       | لم يبدأ-3                 |
| 84                        | حنا نيلسون                | لم يكمل السباق-1          |
| 85                        | Jesse Vandenbulcke ‏       | 14                        |
| 86                        | Anna Plichta ‏             | لم يكمل السباق-2          |

| إن إكس تي جي ريسينغ ‏ NXG | إن إكس تي جي ريسينغ ‏ NXG | إن إكس تي جي ريسينغ ‏ NXG |
| ------------------------ | ------------------------ | ------------------------ |
| م                        | عداء                     | مرتبة                    |
| 91                       | Shari Bossuyt ‏           | 7                        |
| 92                       | Julia Borgström ‏         | 26                       |
| 93                       | Amelia Sharpe ‏           | 81                       |
| 94                       | Britt Knaven ‏            | لم يكمل السباق-3         |
| 95                       | Catalina Soto ‏           | 44                       |
| 96                       | Emily Wadsworth ‏         | 80                       |

| لفيف للسيدات ‏ LCW | لفيف للسيدات ‏ LCW      | لفيف للسيدات ‏ LCW |
| ----------------- | ---------------------- | ----------------- |
| م                 | عداء                   | مرتبة             |
| 101               | Bronwyn Macgregor‏      | 57                |
| 102               | Naomi de Roeck‏         | 78                |
| 103               | UKR                    | لم يكمل السباق-2  |
| 104               | Viktoriya Bondar ‏      | لم يكمل السباق-3  |
| 105               | Marga López (cyclist) ‏ | لم يكمل السباق-2  |
| 106               | Hanna Solovey ‏         | 86                |

| بلانتور بورا سيلينج تيم ‏ ___ | بلانتور بورا سيلينج تيم ‏ ___ | بلانتور بورا سيلينج تيم ‏ ___ |
| ---------------------------- | ---------------------------- | ---------------------------- |
| م                            | عداء                         | مرتبة                        |
| 111                          | ساني كانت                    | 25                           |
| 112                          | Yara Kastelijn ‏              | 21                           |
| 113                          | Annemarie Worst ‏             | 15                           |
| 114                          | Aniek van Alphen ‏            | 53                           |
| 115                          | Julie De Wilde ‏              | 13                           |
| 116                          | Manon Bakker ‏                | 62                           |

| أوتوجلاس ويترين ‏ MUL | أوتوجلاس ويترين ‏ MUL | أوتوجلاس ويترين ‏ MUL |
| -------------------- | -------------------- | -------------------- |
| م                    | عداء                 | مرتبة                |
| 121                  | آن صوفي دويك         | 18                   |
| 122                  | Fien Delbaere ‏       | 61                   |
| 123                  | Céline van Houtum‏    | 82                   |
| 124                  | NED                  | 56                   |
| 125                  | Marijke de Smedt‏     | 59                   |
| 126                  | Lara Defour ‏         | لم يبدأ-2            |

| روبل كليننينج ‏ RUP | روبل كليننينج ‏ RUP        | روبل كليننينج ‏ RUP |
| ------------------ | ------------------------- | ------------------ |
| م                  | عداء                      | مرتبة              |
| 131                | Sara Van de Vel ‏          | 24                 |
| 132                | Marion Norbert-Riberolle ‏ | 76                 |
| 133                | آنا كاي ‏                  | 23                 |
| 134                | GER                       | 45                 |
| 135                | Isabelle Beckers ‏         | لم يكمل السباق-3   |
| 136                | Antonia Gröndahl ‏ (طريق)  | 63                 |

| باولس سوزين بينغوال ‏ PSB | باولس سوزين بينغوال ‏ PSB | باولس سوزين بينغوال ‏ PSB |
| ------------------------ | ------------------------ | ------------------------ |
| م                        | عداء                     | مرتبة                    |
| 141                      | Fem van Empel ‏           | لم يكمل السباق-2         |
| 142                      | Laura Verdonschot ‏       | لم يكمل السباق-3         |
| 143                      | Maud Kaptheijns ‏         | 91                       |
| 145                      | Suzanne Verhoeven ‏       | 75                       |
| 146                      | BEL                      | لم يكمل السباق-2         |

| فريق بلجيكا لركوب الدراجات للسيدات 2021 ‏ BEL | فريق بلجيكا لركوب الدراجات للسيدات 2021 ‏ BEL | فريق بلجيكا لركوب الدراجات للسيدات 2021 ‏ BEL |
| -------------------------------------------- | -------------------------------------------- | -------------------------------------------- |
| م                                            | عداء                                         | مرتبة                                        |
| 151                                          | Kim de Baat ‏                                 | 69                                           |
| 152                                          | جولين ديهور                                  | 6                                            |
| 153                                          | لوت كوبيكي (طريق و زمني فردي)                | 1                                            |
| 154                                          | Jinse Peeters ‏                               | 88                                           |
| 155                                          | Ellen Feytens‏                                | لم يكمل السباق-2                             |

| فريق فرنسا لركوب الدراجات للسيدات 2021 ‏ FRA | فريق فرنسا لركوب الدراجات للسيدات 2021 ‏ FRA | فريق فرنسا لركوب الدراجات للسيدات 2021 ‏ FRA |
| ------------------------------------------- | ------------------------------------------- | ------------------------------------------- |
| م                                           | عداء                                        | مرتبة                                       |
| 161                                         | Clara Copponi ‏                              | لم يبدأ-2                                   |
| 162                                         | فالنتاين فورتين                             | لم يكمل السباق-3                            |
| 163                                         | India Grangier ‏                             | 47                                          |
| 164                                         | Maëlle Grossetête ‏                          | 36                                          |
| 165                                         | Marie-Morgane Le Deunff ‏                    | لم يكمل السباق-3                            |
| 166                                         | Marie Le Net ‏                               | 8                                           |

| فريق ألمانيا لركوب الدراجات للسيدات 2021‏ GER | فريق ألمانيا لركوب الدراجات للسيدات 2021‏ GER | فريق ألمانيا لركوب الدراجات للسيدات 2021‏ GER |
| -------------------------------------------- | -------------------------------------------- | -------------------------------------------- |
| م                                            | عداء                                         | مرتبة                                        |
| 171                                          | Katharina Hechler ‏                           | لم يبدأ-2                                    |
| 172                                          | Lena Charlotte Reißner ‏                      | 90                                           |
| 173                                          | Dorothea Anna Heitzmann ‏                     | لم يكمل السباق-2                             |
| 174                                          | GER                                          | لم يكمل السباق-2                             |
| 175                                          | Friederike Stern‏                             | لم يكمل السباق-2                             |
| 176                                          | Lea Lin Teutenberg ‏                          | 66                                           |

| فريق النرويج لركوب الدراجات للسيدات 2021 ‏ NOR | فريق النرويج لركوب الدراجات للسيدات 2021 ‏ NOR | فريق النرويج لركوب الدراجات للسيدات 2021 ‏ NOR |
| --------------------------------------------- | --------------------------------------------- | --------------------------------------------- |
| م                                             | عداء                                          | مرتبة                                         |
| 181                                           | إميلي موبيرج                                  | 35                                            |
| 182                                           | Ingvild Gåskjenn ‏                             | 19                                            |
| 183                                           | NOR                                           | لم يكمل السباق-3                              |
| 184                                           | Mie Bjørndal Ottestad ‏                        | 16                                            |
| 185                                           | NOR                                           | 12                                            |
| 186                                           | Elise Marie Olsen‏                             | 79                                            |

| S-bikes Bodhi‏ ___ | S-bikes Bodhi‏ ___      | S-bikes Bodhi‏ ___ |
| ----------------- | ---------------------- | ----------------- |
| م                 | عداء                   | مرتبة             |
| 191               | Laura Vainionpää ‏      | 70                |
| 192               | Demi van Dijke‏         | لم يكمل السباق-3  |
| 194               | Arianna Pruisscher ‏    | 20                |
| 195               | Desiree Liegeois‏       | لم يكمل السباق-1  |
| 196               | Saartje Vandenbroucke ‏ | 89                |

| Isorex NoAqua Ladies Cycling‏ DDG | Isorex NoAqua Ladies Cycling‏ DDG | Isorex NoAqua Ladies Cycling‏ DDG |
| -------------------------------- | -------------------------------- | -------------------------------- |
| م                                | عداء                             | مرتبة                            |
| 201                              | Trine Holmsgaard ‏                | 71                               |
| 202                              | Josie Nelson ‏                    | 72                               |
| 203                              | NZL                              | لم يبدأ-2                        |
| 204                              | كورينا ليتشنر                    | 67                               |

| بنجوال شوفالمير ‏ CCT | بنجوال شوفالمير ‏ CCT | بنجوال شوفالمير ‏ CCT |
| -------------------- | -------------------- | -------------------- |
| م                    | عداء                 | مرتبة                |
| 211                  | BEL                  | لم يكمل السباق-2     |
| 212                  | BEL                  | 87                   |

| Bingoal WB‏ ___ | Bingoal WB‏ ___ | Bingoal WB‏ ___ |
| -------------- | -------------- | -------------- |
| م              | عداء           | مرتبة          |
| 213            | BEL            | 83             |

| بنجوال شوفالمير ‏ CCT | بنجوال شوفالمير ‏ CCT | بنجوال شوفالمير ‏ CCT |
| -------------------- | -------------------- | -------------------- |
| م                    | عداء                 | مرتبة                |
| 214                  | Justine Vromanne‏     | لم يكمل السباق-2     |

| Bingoal WB‏ ___ | Bingoal WB‏ ___ | Bingoal WB‏ ___   |
| -------------- | -------------- | ---------------- |
| م              | عداء           | مرتبة            |
| 215            | GBR            | 80               |
| 216            | BEL            | لم يكمل السباق-2 |

| Keukens Redant ‏ ___ | Keukens Redant ‏ ___   | Keukens Redant ‏ ___ |
| ------------------- | --------------------- | ------------------- |
| م                   | عداء                  | مرتبة               |
| 221                 | Imogen Cotter ‏        | لم يكمل السباق-1    |
| 222                 | Evelien Debboudt‏      | لم يكمل السباق-2    |
| 223                 | Lensy Debboudt ‏       | لم يكمل السباق-3    |
| 224                 | Vibeke Lystad‏         | لم يكمل السباق-2    |
| 225                 | Birgitte Ravndal‏      | 37                  |
| 226                 | Quinty van de Guchte ‏ | 60                  |

| فريق هولندا لركوب الدراجات للسيدات 2021 ‏ NED | فريق هولندا لركوب الدراجات للسيدات 2021 ‏ NED | فريق هولندا لركوب الدراجات للسيدات 2021 ‏ NED |
| -------------------------------------------- | -------------------------------------------- | -------------------------------------------- |
| م                                            | عداء                                         | مرتبة                                        |
| 231                                          | NED                                          | 68                                           |
| 232                                          | NED                                          | 58                                           |
| 233                                          | NED                                          | لم يكمل السباق-3                             |
| 234                                          | NED                                          | لم يكمل السباق-3                             |
| 235                                          | NED                                          | 84                                           |
| 236                                          | NED                                          | لم يكمل السباق-3                             |

| MEXX–Watersley International Women's Cycling Team ‏ ___ | MEXX–Watersley International Women's Cycling Team ‏ ___ | MEXX–Watersley International Women's Cycling Team ‏ ___ |
| ------------------------------------------------------ | ------------------------------------------------------ | ------------------------------------------------------ |
| م                                                      | عداء                                                   | مرتبة                                                  |
| 241                                                    | NED                                                    | لم يكمل السباق-3                                       |
| 243                                                    | Ingrit Verhoeff‏                                        | لم يكمل السباق-3                                       |
| 244                                                    | CAN                                                    | لم يكمل السباق-1                                       |
| 245                                                    | NED                                                    | لم يكمل السباق-2                                       |
| 246                                                    | CAN                                                    | لم يكمل السباق-2                                       |

## التصنيف العام النهائي
| التصنيف العام | التصنيف العام        | التصنيف العام | التصنيف العام        | التصنيف العام |  |
| العداء        | العداء               | البلد         | الفريق               | الوقت         |  |
| ------------- | -------------------- | ------------- | -------------------- | ------------- |  |
| 1             | لوت كوبيكي           | بلجيكا        | بلجيكا               | 8 س 54 د 09 ث |  |
| 2             | Ellen van Dijk       | هولندا        | Trek-Segafredo       | + 20 ث        |  |
| 3             | لورينا ويبيس         | هولندا        | Team DSM             | + 36 ث        |  |
| 4             | Lourdes Oyarbide ‏    | إسبانيا       | Movistar Women       | + 1 د 13 ث    |  |
| 5             | ألينا أمياليوسيك     | بيلاروس       | Canyon-SRAM Racing   | + 1 د 24 ث    |  |
| 6             | جولين ديهور          | بلجيكا        | بلجيكا               | + 1 د 38 ث    |  |
| 7             | Shari Bossuyt ‏       | بلجيكا        | NXTG Racing          | + 1 د 40 ث    |  |
| 8             | Marie Le Net ‏        | فرنسا         | فرنسا                | + 1 د 48 ث    |  |
| 9             | Amber van der Hulst ‏ | هولندا        | Parkhotel Valkenburg | + 1 د 52 ث    |  |
| 10            | Mischa Bredewold ‏    | هولندا        | Parkhotel Valkenburg | + 1 د 53 ث    |  |

### تصنيف النقاط
| تصنيف النقاط | تصنيف النقاط         | تصنيف النقاط    | تصنيف النقاط         | تصنيف النقاط |  |
| العداء       | العداء               | البلد           | الفريق               | النقاط       |  |
| ------------ | -------------------- | --------------- | -------------------- | ------------ |  |
| 1            | لوت كوبيكي           | بلجيكا          | بلجيكا               | 63 نقطة      |  |
| 2            | جولين ديهور          | بلجيكا          | بلجيكا               | 52 نقطة      |  |
| 3            | Ellen van Dijk       | هولندا          | Trek-Segafredo       | 42 نقطة      |  |
| 4            | لورينا ويبيس         | هولندا          | Team DSM             | 40 نقطة      |  |
| 5            | أليس بارنز           | المملكة المتحدة | Canyon-SRAM Racing   | 28 نقطة      |  |
| 6            | ألينا أمياليوسيك     | بيلاروس         | Canyon-SRAM Racing   | 24 نقطة      |  |
| 7            | Yara Kastelijn ‏      | هولندا          | Plantur-Pura         | 15 نقطة      |  |
| 8            | Amber van der Hulst ‏ | هولندا          | Parkhotel Valkenburg | 14 نقطة      |  |
| 9            | باربرا جوارشي        | إيطاليا         | Movistar Women       | 12 نقطة      |  |
| 10           | Annemarie Worst ‏     | هولندا          | Plantur-Pura         | 10 نقطة      |  |

### تصنيف الجبال
| تصنيف الجبال | تصنيف الجبال      | تصنيف الجبال    | تصنيف الجبال         | تصنيف الجبال |  |
| العداء       | العداء            | البلد           | الفريق               | النقاط       |  |
| ------------ | ----------------- | --------------- | -------------------- | ------------ |  |
| 1            | Ellen van Dijk    | هولندا          | Trek-Segafredo       | 27 نقطة      |  |
| 2            | لوت كوبيكي        | بلجيكا          | بلجيكا               | 18 نقطة      |  |
| 3            | Rotem Gafinovitz ‏ | إسرائيل         | Bingoal-Chevalmeire  | 15 نقطة      |  |
| 4            | تريكسي ووراك      | ألمانيا         | Trek-Segafredo       | 13 نقطة      |  |
| 5            | Mischa Bredewold ‏ | هولندا          | Parkhotel Valkenburg | 9 نقطة       |  |
| 6            | ألينا أمياليوسيك  | بيلاروس         | Canyon-SRAM Racing   | 8 نقطة       |  |
| 7            | أليس بارنز        | المملكة المتحدة | Canyon-SRAM Racing   | 8 نقطة       |  |
| 8            | جولين ديهور       | بلجيكا          | بلجيكا               | 5 نقطة       |  |
| 9            | لورينا ويبيس      | هولندا          | Team DSM             | 4 نقطة       |  |
| 10           | فايفر جورجي       | المملكة المتحدة | Team DSM             | 4 نقطة       |  |

## تصانيف فرعية

### تصنيف أفضل شاب
| تصنيف أفضل شاب | تصنيف أفضل شاب       | تصنيف أفضل شاب  | تصنيف أفضل شاب                    | تصنيف أفضل شاب |  |
| العداء         | العداء               | البلد           | الفريق                            | الوقت          |  |
| -------------- | -------------------- | --------------- | --------------------------------- | -------------- |  |
| 1              | لورينا ويبيس         | هولندا          | Team DSM                          | 8 س 54 د 45 ث  |  |
| 2              | Shari Bossuyt ‏       | بلجيكا          | NXTG Racing                       | + 1 د 04 ث     |  |
| 3              | Marie Le Net ‏        | فرنسا           | فرنسا                             | + 1 د 12 ث     |  |
| 4              | Amber van der Hulst ‏ | هولندا          | Parkhotel Valkenburg              | + 1 د 16 ث     |  |
| 5              | Mischa Bredewold ‏    | هولندا          | Parkhotel Valkenburg              | + 1 د 17 ث     |  |
| 6              | فايفر جورجي          | المملكة المتحدة | Team DSM                          | + 1 د 19 ث     |  |
| 7              | النرويج              | النرويج         | + 1 د 28 ث                        |                |  |
| 8              | Julie De Wilde ‏      | بلجيكا          | Plantur-Pura                      | + 1 د 28 ث     |  |
| 9              | سارا مارتين          | إسبانيا         | Movistar Women                    | + 1 د 35 ث     |  |
| 10             | آنا كاي ‏             | المملكة المتحدة | Rupelcleaning-Champion lubricants | + 2 د 25 ث     |  |